# Bahnea
Bahnea (Hongaars: Bonyha; Duits: Bahnen) is een comună in het district Mureș, Transsylvanië, Roemenië. Het is opgebouwd uit zeven dorpen, namelijk:
- Bahnea (Hongaars: Bonyha; Duits: Bahnen)
- Bernadea
- Cund
- Daia
- Gogan
- Idiciu
- Lepindea

## Toponymie
Vroeger was de Hongaarse naam van Bahnea Szászbonyha. In 1898 veranderde deze tot de huidige Hongaarse benaming Bonyha.

## Galerij

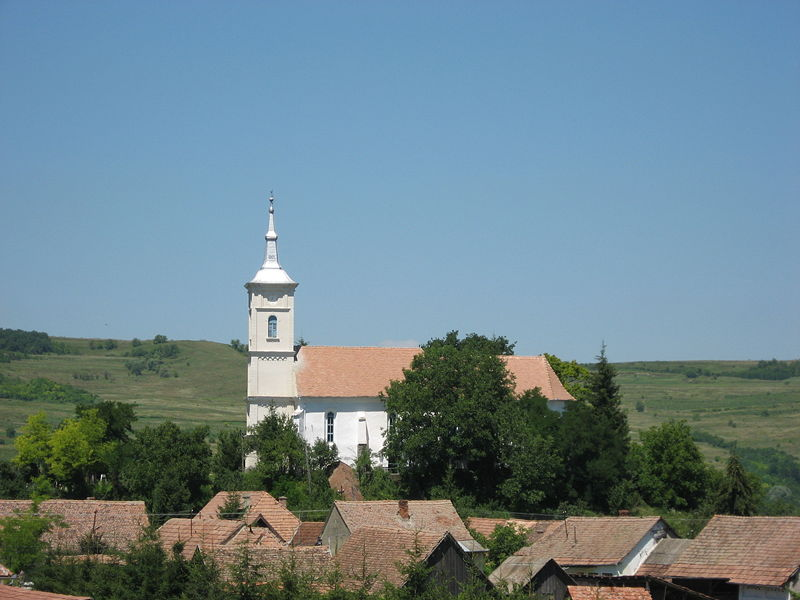
Hervormde kerk van Bahnea